# Taicona
Taicona is een geslacht van kevers uit de familie van de loopkevers (Carabidae). De wetenschappelijke naam van het geslacht is voor het eerst geldig gepubliceerd in 1873 door Bates.

## Soorten
Het geslacht Taicona omvat de volgende soorten:
- Taicona aurata Bates, 1873
- Taicona perroti Jedlicka, 1963